# Música en ti
Música en ti es la segunda banda sonora de la exitosa serie de Argentina Soy Luna, lanzado el 26 de agosto de 2016 por el sello discográfico Walt Disney Records.
El álbum fue grabado durante la segunda parte de la primera temporada de la serie, con las canciones grabadas desde el principio incluyendo "A rodar mi vida" del artista Fito Páez. El álbum fue lanzado en Latinoamérica el 26 de agosto, el mismo día que finalizó la primera temporada de la serie, con 12 canciones inéditas de la primera temporada.
El título de la canción es interpretada por la protagonista de la serie, Karol Sevilla. El álbum incluye otros éxitos tales como "Que más da", "Tengo un corazón", "Vuelo" y "Chicas así".
El álbum incluye canciones de la primera temporada de la serie, el tema principal, "Alas" interpretada por Karol Sevilla en vivo, y otras dos canciones del primer álbum "Eres" y "Valiente" (también interpretadas en vivo).
En Italia, el álbum fue lanzado bajo el nombre "Solo tú" con una pista extra de la canción del mismo nombre, que es una versión de la canción "Que más da", con extractos de música italiana y española.

## Lista de canciones
| Para la edición estándar Latinoaméricana se publicaron 12 canciones. | |                                                       |          |  |
| N.º                                                                  | Título | Escritor(es)                                          | Duración |  |
| 1.                                                                   | «Vuelo» (Karol Sevilla Ruggero Michael Ronda Valentina Zenere Carolina Kopelioff Agustín Bernasconi Ana Jara Martinez Chiara Parravicini Jorge López Katja Martinez Malena Ratner Gaston Vietto Lionel Ferro Jesús Martín) | Eduardo Frigerio Federico San Millán Florencia Ciarlo | 3:11     |  |
| 2.                                                                   | «Música en ti» (Karol Sevilla) | Federico Vilas Mauro Franceschini                     | 2:53     |  |
| 3.                                                                   | «A rodar mi vida» (Ana Jara Martínez Chiara Parravicini Jorge López Lionel Ferro) | Fito Páez                                             | 3:16     |  |
| 4.                                                                   | «Nada ni nadie» (Ruggero Pasquarelli) | Sebastián Mellino Pablo Correa Alejandro Vergara      | 3:34     |  |
| 5.                                                                   | «Chicas así» (Valentina Zenere, Malena Ratner & Katja Martinez) | Frigerio Millán Ciarlo                                | 3:04     |  |
| 6.                                                                   | «Tengo un corazón» (Carolina Kopelioff) | Frigerio Millán Ciarlo                                | 3:10     |  |
| 7.                                                                   | «Qué más da» (Karol Sevilla & Ruggero Pasquarelli) | Mellino Correa Vergara                                | 3:03     |  |
| 8.                                                                   | «Sin fronteras» (Karol Sevilla & Carolina Kopelioff) | Mellino Correa Vergara                                | 2:32     |  |
| 9.                                                                   | «Eres (Radio Disney Vivo)» (Karol Sevilla, Ruggero Pasquarelli & Michael Ronda) | Mellino Correa Vergara                                | 2:33     |  |
| 10.                                                                  | «Valiente (Radio Disney Vivo)» (Karol Sevilla & Michael Ronda) | Vilas Franceschini                                    | 3:25     |  |
| 11.                                                                  | «Alas (Radio Disney Vivo)» (Elenco de Soy Luna) | Frigerio Millán Ciarlo                                | 3:28     |  |
| 12.                                                                  | «A rodar mi vida (Versión acústica)» (Chiara Parravicini) | Páez                                                  | 2:49     |  |

| Para la edición italiana bajo el nombre "Solo Tu" con respecto a la versión italiana de "Que mas dá" como una pista más |                                                 |                        |          |  |
| N.º | Título                                          | Escritor(es)           | Duración |  |
| 13. | «Solo Tu» (Karol Sevilla & Ruggero Pasquarelli) | Mellino Correa Vergara | 3:04     |  |

## Posicionamientos en listas
| Listas (2016)       | Mejor posición |
| ------------------- | -------------- |
| Argentina (CAPIF)   | 1              |
| Francia (SNEP)      | 47             |
| España (PROMUSICAE) | 14             |